# Stolephorus baganensis
Stolephorus baganensis är en fiskart som beskrevs av Hardenberg, 1933. Stolephorus baganensis ingår i släktet Stolephorus och familjen Engraulidae. Inga underarter finns listade i Catalogue of Life.